# Lachenaie
Lachenaie est un secteur de la ville de Terrebonne, au Québec (Canada), situé au nord-est de la ville de Montréal. Constituée en tant que ville en 1972, Lachenaie est fusionnée à Terrebonne et La Plaine en 2001 pour former la nouvelle ville de Terrebonne. Lachenaie est situé sur la rive nord de la rivière des Mille-Îles, au confluent de la rivière des Prairies, et ce, face au quartier lavallois de Saint-François et au quartier montréalais de Rivière-des-Prairies.
Son nom rappelle celui de Charles Aubert de La Chesnaye en tant que fondateur et seigneur de la colonie d'origine.

## Histoire
En 1647, la Compagnie de la Nouvelle-France concède à Pierre Legardeur (1600-1648) une seigneurie qu'il nommera Repentigny. En 1670, la famille Legardeur cède une partie de la seigneurie à Charles Aubert de La Chesnaye (1632-1702), l'un des plus grands propriétaires terriens de Nouvelle-France. Les premiers colons n'arrivent dans la région que deux ans plus tard, en 1672, pour y pratiquer l'agriculture. Le fondateur et premier seigneur de la colonie fondée en 1683 est Charles Aubert de La Chesnaye, d'où la ville tirera éventuellement son nom. Lieu notable pour la traite des fourrures, la colonie est pillée par les Iroquois à trois reprises, de 1689 à 1692. L'attaque la plus notable est le massacre de 1689 où une part importante de la population est décimée. Un traité de paix est signé en 1701 entre ceux-ci et les 33 colons restants. La population croît à 352 en 1765. En 1731, est construit le chemin du Roy sur les rives de la rivière des Mille-Îles (devenu depuis le chemin Saint-Charles ou route 344). 
La municipalité de Lachenaie est créée en 1845 pour être finalement dissoute en 1847. Est finalement créée la paroisse de Saint-Charles-de-Lachenaie en 1855, qui obtient le statut de ville en 1972. Le caractère résidentiel typique de banlieue devient prédominant, encouragé par la construction des autoroutes 25 et 40. En 2001, la ville est intégrée à la ville de Terrebonne. 